# Alligator (Missisipi)
Alligator – miasto w Stanach Zjednoczonych, w stanie Missisipi, w hrabstwie Bolivar.